# Ramusella neonominata
Ramusella neonominata är en kvalsterart som beskrevs av Subías 2004. Ramusella neonominata ingår i släktet Ramusella och familjen Oppiidae. Inga underarter finns listade i Catalogue of Life.